# 共勝丸

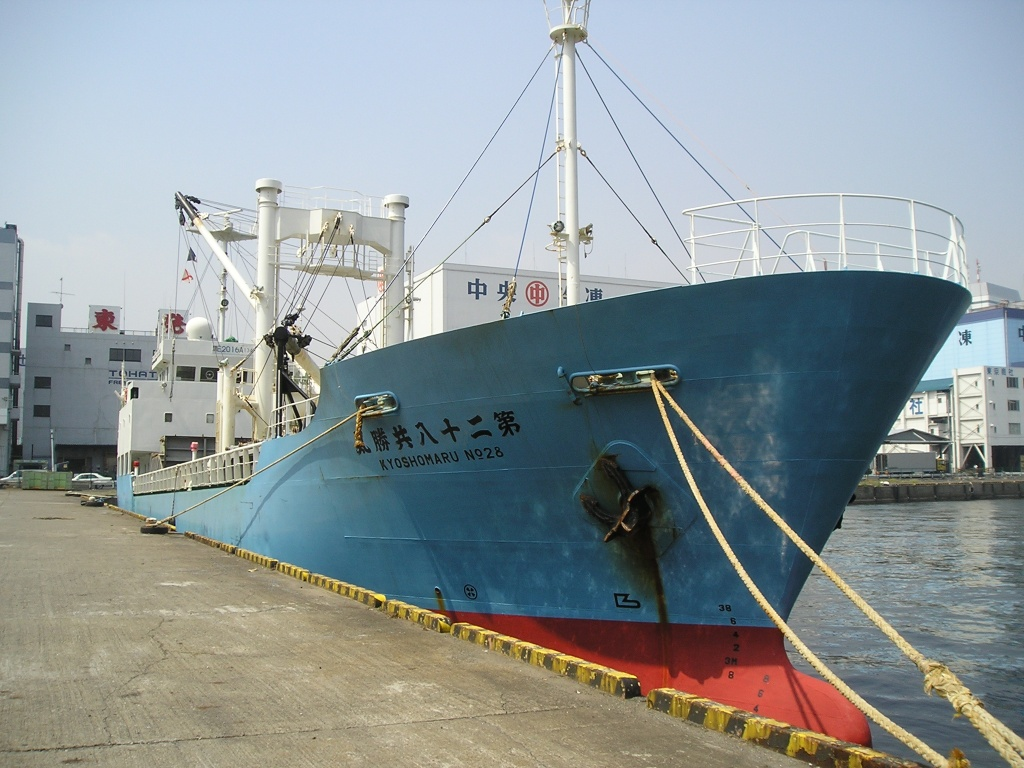
第二十八共勝丸（月島埠頭）

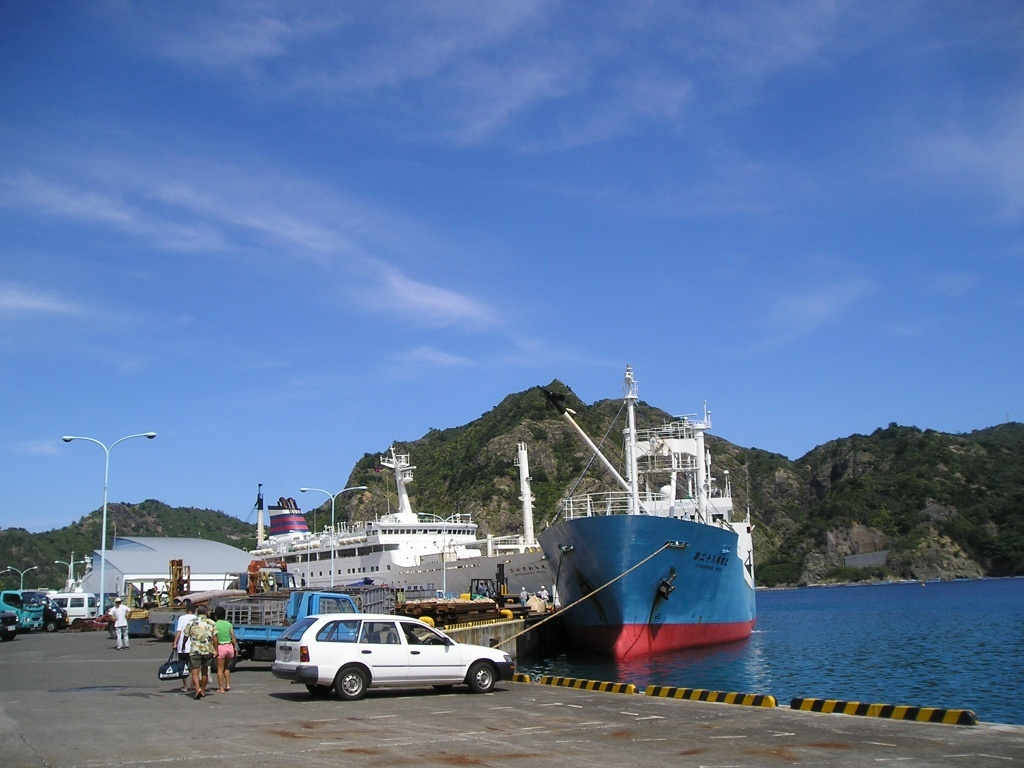
父島・二見港（手前が第二十八共勝丸）

株式会社共勝丸（きょうしょうまる）は、日本の本州（東京都の本土側）と小笠原諸島（父島・母島）を結ぶ貨物船「共勝丸」を運航する会社。

## 概要
本社は宮城県石巻市。以前は漁船や内航貨物船を多く所有していたが、2022年（令和4年）現在は東京と小笠原諸島を行き来する「共勝丸」のみを運航している。なお、共勝丸の本社は総務部門のみで、実際の船のオペレーションは東京営業所（東京都中央区勝どき）で行っており、運航スケジュールなどの問い合わせも東京営業所・小笠原出張所で受け付けている。
2011年3月11日の東北地方太平洋沖地震（東日本大震災）では石巻の本社も流され、社長も行方不明であった（震災後の共勝丸公式ウェブサイトにその旨を知らせる記事が期間限定で記載されていた）。
船名は1から順番に船が造られたわけではなく、その都度名づけられる。かつて使われていた「第二十八共勝丸」は、末広がりの縁起をかついだ船名という。「おがさわら丸」では運べない（運びにくい）建築資材・ガソリン（「おがさわら丸」などの旅客船（貨客船）では法律上搭載禁止）などの危険物や、島で消費する燃料や、島で発生した廃棄物など資材の運搬が主な任務だが、1月中旬 - 下旬の「おがさわら丸」ドック入り期間に東海汽船の代船（2021年より「さるびあ丸」を使用）が充当されなかった期間には郵便物などの輸送も併せて行っていた。
主機関の出力は約2,000psと沿岸航海の貨物船に較べて高いが、黒潮の影響を受けるため、通常運航でもスピードが11ノット前後（「おがさわら丸」は22.5ノット）であるほか、「おがさわら丸」が直線的な航路をとるのに対し伊豆諸島の島づたいに航行するため、時間がかかる。東京 - 父島間の通常の所要時間は46時間程度（東京を10時頃に出港 → 翌々日8 - 10時頃に父島二見港入港）で、気象条件によっては大幅に遅延することもある。
かつては貨物船として許される12名以下の旅客営業を行っていた（海上運送法（昭和二十四年法律第百八十七号）第二条:定義）。2014年秋頃より休止した模様で、公式HPにも旅客営業は行っていない旨の記載があり、旅客運賃も削除されている。旅客営業していた末期には、以下のような案内であった。
定員9名のキャビン（客室）。利用できるのは原則として以下の場合。
- 荷物の付き添い
- 小笠原諸島の住民
- その他、緊急と認められる場合

それ以外の理由で乗船を希望する場合は船会社まで相談（乗船が優先される上記2件に該当する者がいない場合は乗船できる場合が多い）。なお、父島－母島間はこの限りではない。
キャビンは2段寝台となっているほか、室内には自由に使える冷蔵庫、テレビ、ビデオおよびDVDデッキがある。
また、「おがさわら丸」より運賃が安く（2011年1月運賃でおがさわら丸2等室大人片道22,910円に対し18,000円）、食事も3食提供される（遅延時を含む）。
なお2017年に新造船の発注を行っており（建造は本田重工業）、2018年9月に進水した。2019年1月より第二十八共勝丸に代わり、同船での営業を開始している。

## 沿革
（小笠原航路関係のみ）
- 1968年8月 - 小笠原諸島の本土復帰後では初めて、東海汽船のチャーターによる「第十二共勝丸」就航。貨物主体ながら5人の旅客定員を持っていた。
- 1971年12月 - 自営の不定期航路が許可、「第二十一共勝丸」就航。（以後「第十二共勝丸」「第二十共勝丸（初代）」「第十一共勝丸（初代）」の順で許可を受ける）
- 1978年12月 - 初代に代わって「第十一共勝丸（二代目）」進水
- 1982年10月 - 初代に代わって「第二十共勝丸（二代目）」進水、7名の旅客定員を持っていた。
- 1993年9月 - 「第二十八共勝丸」進水
- 2018年9月 - 「共勝丸」進水

## 基本的な運航パターン
- 1日目正午 - 東京港月島埠頭（ふとう）出港
- 1日目午後 - 東京港10号地埠頭接岸、プロパンガスなど危険物の荷役（終了次第出港）　※10号地埠頭での客扱いは行わない
- 1日目夕方 - 洲埼灯台沖を通過、東京湾から太平洋に出る
- 2日目早朝 - 伊豆諸島・八丈島沖を通過
- 2日目昼頃 - 須美寿島沖を通過
- 2日目夕方 - 鳥島沖を通過
- 3日目早朝 - 小笠原諸島・聟島列島沖を通過
- 3日目10時頃 - 父島二見港接岸
- 4日目6時30分頃 - 父島二見港出港
- 4日目9時30分頃 - 母島沖港接岸
- 4日目昼過ぎ - 荷役終了次第、母島沖港出港
- 4日目夕方 - 父島二見港接岸
- 5日目正午 - 父島二見港出港
- 6日目早朝 - 鳥島沖を通過
- 6日目夕方 - 八丈島沖を通過
- 7日目未明 - 洲埼灯台沖を通過、東京湾に入る
- 7日目朝 - 東京港月島埠頭接岸

## 第二十八共勝丸
船舶番号 134299
信号符字 JG5268

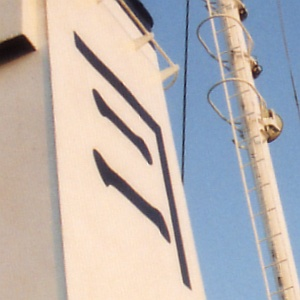
「かねに」印のファンネルマーク

IMO番号 9079042　MMSI番号 431016000
- 総トン数：317ｔ
- 全長 x 巾 : 63.5m x 10.5m
- 旅客定員：9名（キャビン4人×2室、予備室1名）
- 航海速力：9-11ノット（16.7-20.4km/h）程度
- 燃料：重油（ディーゼル機関）
- 機関馬力：2,000PS（1,471kW）
- 建造：株式会社ヤマニシ（宮城県石巻市）

## 共勝丸

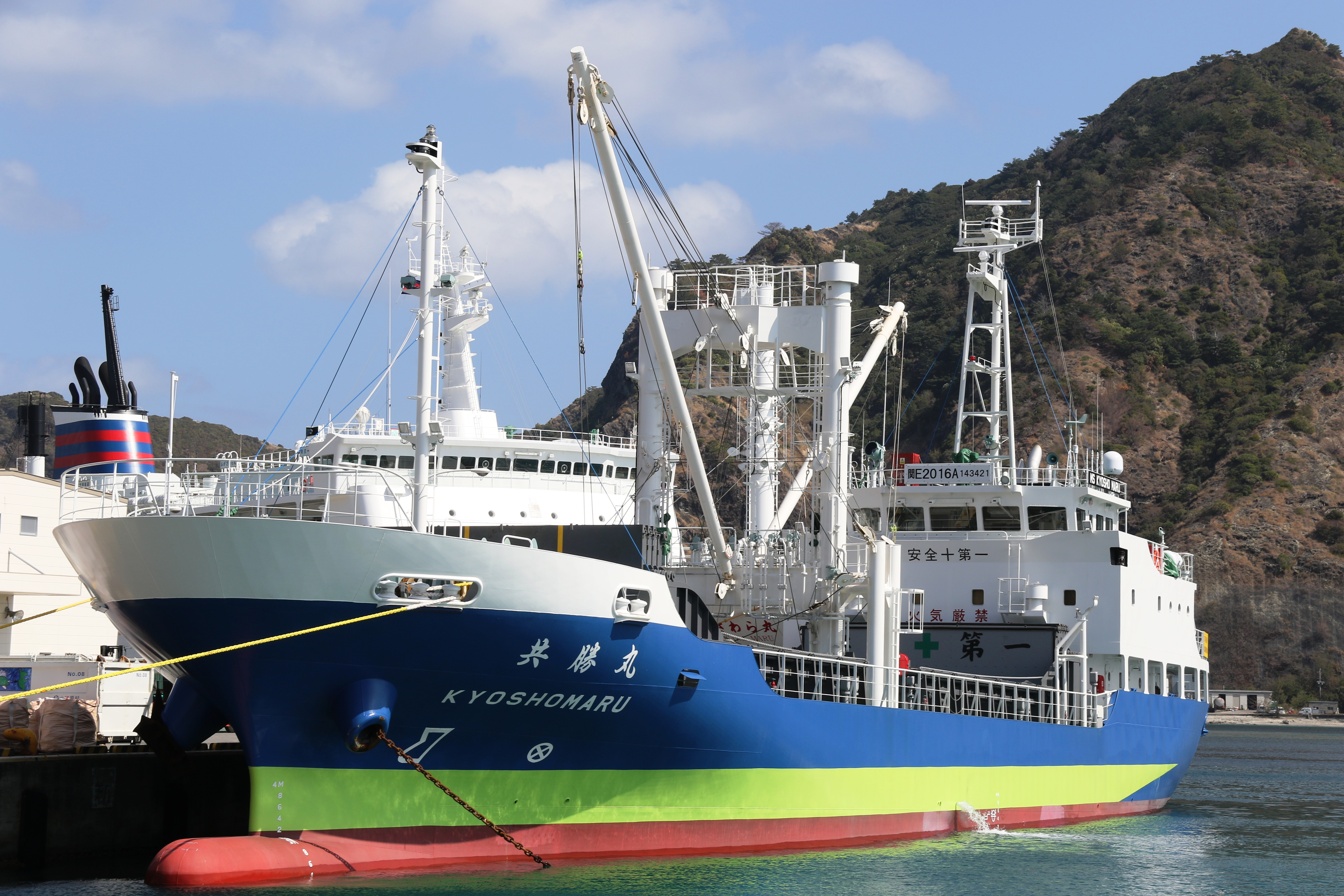
父島・二見港に着岸中の共勝丸　(2019年2月12日撮影)

2019年1月より営業に使用される。従来のライトブルーに代わり、濃紺とイエローグリーンの2色の塗装となった。
仕様は以下の通り。
信号符字  JD4498　IMO番号 9853321　MMSI番号 431071000
- 総トン数：325ｔ（国内）
- 全長×全幅: 64.64m x 10.5m
- 主機関：ディーゼル
- 航海速力：公試最大14ノット（26.0km/h）
- 無線設備：総務省無線局免許状情報「共勝丸」（およびインマルサット）
- 建造：本田重工業株式会社　佐伯工場　(大分県)　第1113番船

運航は月2～3回。新造に際して必要な資金は、小笠原村村長の森下一男が宮城県の大手地方銀行である七十七銀行石巻支店を訪れて協力を要請。商工組合中央金庫などとの協調融資（7億4千万円）が実現した。
父島や母島で使用できる岸壁が限られているため、船の大きさは前船とほぼ変化がない。
本船就航後も旅客扱いは行っていないが、2段ベッド式定員4名の客室を設けている。
船内
- 航海甲板：操舵室
- 船橋甲板：船長室・乗組員室
- 上甲板：食堂、ギャレー、浴室、事務室、客室